# Parc de Kiev (Tampere)
Le parc de Kiev (en finnois : Kiovanpuisto) est un parc du quartier de Kaleva à Tampere en Finlande,.

## Présentation
Le parc est situé dans la zone de parcs du centre de Kaleva, entre le parc de Liisa et le parc central de Kaleva.
Le parc de Kiev s'étend de Kaupinkatu jusqu'au centre de natation de Tampere.
Les parcs forment une coulée verte qui s'étend de l'extrémité orientale de Itsenäisyydenkatu jusqu'à la route d'Hervanta.
Le parc a été fondé en 1964 et a été nommé parc de Kiev en 1980 en l'honneur de Kiev la ville jumelle de Tampere.
Dans le parc, on a créé en 1981, un petit bois de l'amitié planté de bouleau verruqueux et une statue a été érigée, sculptée par Anneli Sipiläinen sur le thème de l'amitié entre les villes et qui porte le nom de Kiova-Tampere.
Sur le bord sud du parc se trouve la maison-atelier de tampere (fi),.